# Salvaleón de Higüey
Salvaleón de Higüey o semplicemente Higüey è un comune della Repubblica Dominicana di 251.243 abitanti, situato nella Provincia di La Altagracia, di cui è capoluogo. Comprende, oltre al capoluogo, tre distretti municipali: Otra Banda, Las Lagunas de Nisibón e Verón.